# Аюрведа
Аюрве́да (आयुर्वेदः от санскр. आयुस् «āyus» и वेद «veda» — «знание жизни», «наука о долголетии», или «знание продолжительности жизни») — система альтернативной медицины с историческими корнями в Индии. Является псевдонаукой. Аюрведа считается дополнительной ведой (упаведой) «Атхарваведы» и основывается на индуистской философской системе санкхья. Аюрведа широко практикуется в Индии и Непале, где около 80 % населения сообщают, что используют её. Аюрведа оказала значительное влияние на тибетскую, цейлонскую и персидско-арабскую медицину.
Принципы, на которых построена аюрведа, не соответствуют современным научным представлениям.
Хотя лабораторные испытания показывают возможность разработки эффективных препаратов на основе некоторых веществ, применяемых аюрведой, нет свидетельств их эффективности в том виде, в котором они применяются сейчас. Эффективность препаратов аюрведической медицины не превышает эффект плацебо.
Часть продаваемых через Интернет аюрведических препаратов содержат опасные количества ядовитых тяжёлых металлов.

## История

#### Ведийские источники
Первые упоминания о медицине и целебных свойствах растений встречаются в Ведах, больше всего в последней из четырёх — «Атхарваведе».
Атхарваведа — первый индийский текст, связанный с медициной. Он определяет в качестве причин болезни живых агентов: например, ятудханья, крими и дурнама. Атхарваны отыскивают их и убивают с помощью лекарств, чтобы победить болезнь. Этот подход к болезни неожиданно продвинут по сравнению с тригуморальной теорией, разработанной в пураническом периоде. Остатки оригинальных атхарванических мыслей всё ещё оставались в пураническом периоде, как мы можем видеть в медицинском трактате Сушруты («Гаруда-пурана», карма канда). Здесь, следуя атхарванской теории, пуранический текст считает микробов причиной проказы. В той же главе Сушрута также расширяет роль гельминтов в вызове заболеваний. Эти два высказывания могут быть прослежены назад вплоть до Атхарваведа-самхиты. Один из гимнов описывает заболевание проказой и рекомендует применять для лечения раджани аушадхи. Из описания аушадхи как растения с чёрными стеблями и тёмными пятнами можно сделать вывод, что имеется в виду, скорее всего, лишайник со свойствами антибиотика. Таким образом, Атхарваведа может считаться первым текстом, содержащим записи об использовании антибиотиков.
Кроме того, в Атхарваведе подробно описаны кости человеческого скелета.
В Яджурведе упоминаются четыре сока человеческого тела.

#### Буддистские источники
Первые сведения об отдельных научных трудах по медицине относятся к 1500 г. На сегодняшний день большое количество текстов и сведений об их авторах не сохранились. Однако о значительном количестве медицинских текстов можно судить по рукописям и книгам, сохранившимся в многотомном своде буддийских сочинений тибетского канона.

#### Классические источники
Самыми важными источниками аюрведического знания считаются девять трактатов:
- «Чарака-самхита», (150 г. н. э.) (в ней даются описания лечения внутренних болезней, содержатся сведения более чем о 600 лекарственных средствах растительного, животного и минерального происхождения. Об их применении сообщается в восьми разделах: лечение ран; лечение болезней области головы; лечение болезней всего организма; лечение психических заболеваний; лечение детских болезней; противоядия; эликсиры против старческого одряхления; средства, повышающие половую активность[21]);
- «Сушрута-самхита», (350 г. н. э.) (в основном посвящена оперативному лечению; в ней описано более 300 операций, свыше 120 хирургических инструментов и не менее 650 лекарственных средств[21]. В ней перечисляются те же медикаменты, что описаны в Чарака Самхите и Атарваведе. Некоторые из них встречаются также у Гиппократа[23])
- «Аштанга-хридая-самхита» (написана Шримад Вагбхатой в IV в. н. э.);
- «Чикитса-самграха», или «Чакрадатту» Чакрапанидатты (Cakrapāṇidatta’s Cikitsāsaṃgraha or Cakradatta) XI в.;
- «Вангасена-самхиту» или «Чикитсасара-самграху» Вангасены (Vaṅgasena’s Vaṅgasenasaṃhitā or Cikitsāsārasaṃgraha) XI—XII вв.;
- «Аюрведа-саукхью» Тодарамаллы (Ṭodaramalla’s Āyurvedasaukhya) XVI в.;
- «Вайдьяваллабха» Хастиручи (Hastiruci’s Vaidyavallabha) XVII в.;
- «Йога-ратнакара» (Yogaratnākara) неизвестного авторства, XVIII в.,;
- «Бхайшаджья-ратнавали» Говиндадасы (Govindadāsa’s Bhaiṣajyaratnāvalī), XVIII—XIX вв.;
- «Шарнгадхара-самхита» Шарнгадхары (Śārṅgadhara’s Śārṅgadharasaṃhitā) XIV в.;
- «Мадхава-нидана-самхита»;
- «Бхавапракашу» Бхавамишры (Bhāvamiśra’s Bhāvaprakāśa) XVI в.;[24]
- «Харита-самхита»,
- «Кашьяпа-самхита»,
- «Бхела-самхита».

Первые три из списка являются соединением всех когда-либо созданных аюрведических трудов и именуются «Брихат-трайю».
Существует также обширная комментаторская литература, к наиболее важным трудам которой относятся работы Дридхабалы, Чакрапанадатты, Нагарджуны, Арунадатты, Хемадри и других авторов, принадлежавших к древнейшим медицинским династиям.
Окончательное формирование аюрведического канона относится к 1000 г. н. э.

### Легенда о происхождении
По легенде, Аюрведа была частью откровения святых мудрецов, которые обрели всеобъемлющее знание о Вселенной около семи тысяч лет назад. В Ведах указывается, что Брахма поведал тайны медицины Дакше, одному из богов-демиургов. Дакша в свою очередь передал знание божественным близнецам Ашвинам, которые стали «великими врачевателями» и позже изложили его Индре. Индра передал свои знания ученикам, в том числе Бхарадваджае, одному из семи индийских мудрецов.
Прародитель аюрведы

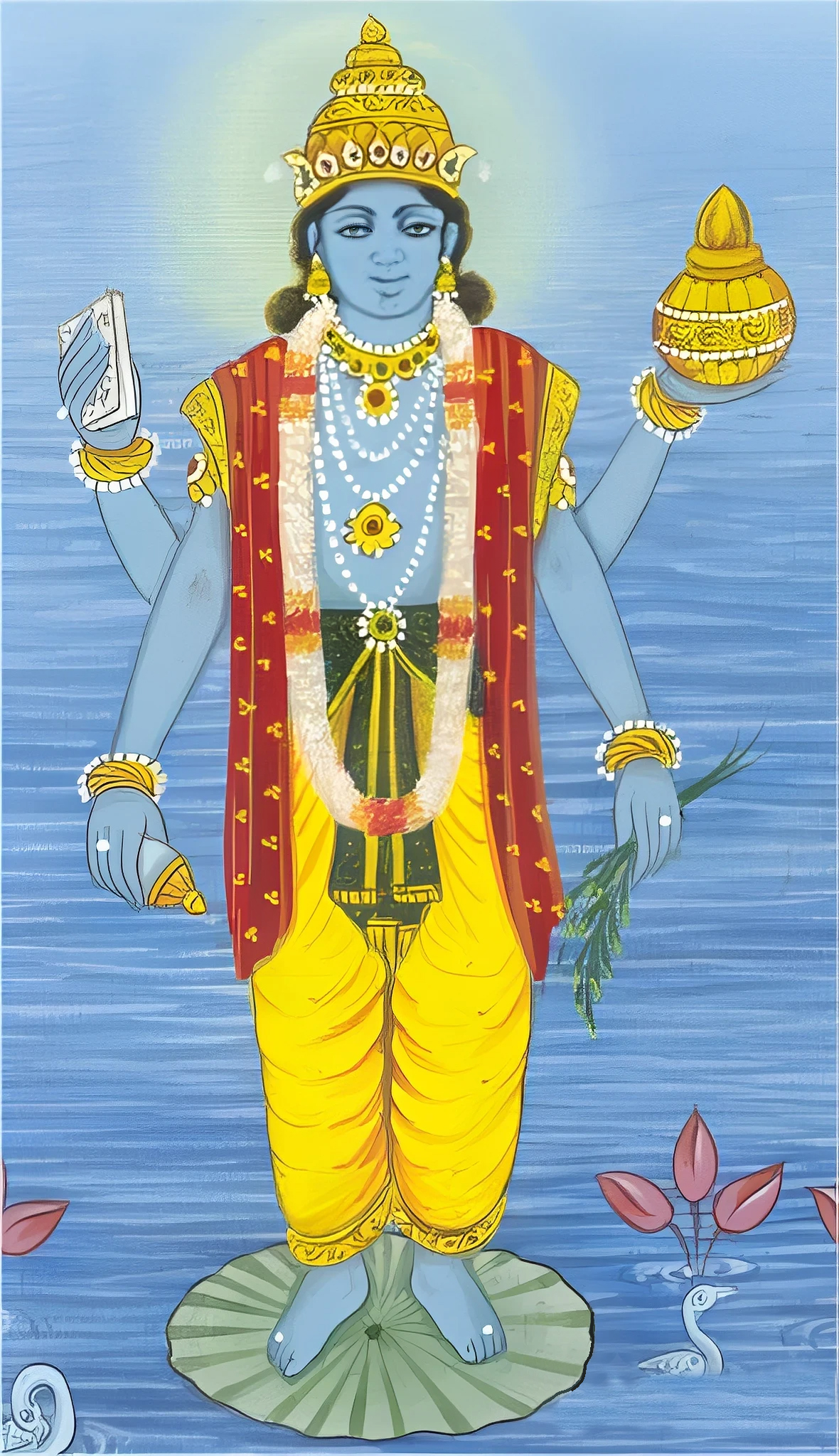
Изображение Дханвантари с целебными травами и сосудом амриты в руках

Легендарным прародителем аюрведы считается Дханвантари, аватар Вишну, упомянутый в Бхагавата-пуране и в Ведах. Индуистский культ Дханвантари связан с молитвами о здоровье.
Ему приписывают обладание знаниями в области хирургии, лечения травами, антисептических свойств куркумы, способности соли залечивать раны.

### Буддийский период
Золотой век Аюрведы совпадает с расцветом в Индии буддизма (327 г. до н. э. — 750 г. н. э.).
В этот период индийцы накопили существенные знания о строении человеческого тела, различая 7 перепонок, 500 мускулов, 900 связок, 90 сухожилий, 300 костей (сюда входят зубы и хрящи), которые подразделяются на плоские, круглые и длинные, 107 суставов, 40 главных сосудов и 700 их разветвлений (для крови, слизи и воздуха), 24 нерва, 9 органов чувств и 3 субстанции (вата — ветер, сочетание первоэлементов воздуха и пространства; питта — жёлчь, сочетание первоэлементов огня и воды; капха — слизь, сочетание первоэлементов земли и воды). Некоторые зоны тела (ладонь, подошвы, паховые области и т. д.) выделялись как «особо важные» (марман). О многогранности знаний индийских врачевателей того времени свидетельствуют слова Сушруты:

«Врачеватель, знакомый с целебными свойствами кореньев и трав — человек; знакомый со свойствами ножа и огня — демон; знающий силу молитв — пророк; знакомый же со свойствами ртути — бог!»

К VII в. до н. э. на севере современной Индии пользовались известностью две медицинские школы:
- В Таксиле на западе, столице Гандхары; специализация — терапия
- В Каши на востоке страны; специализация — хирургия

В Таксиле обучался Пунарвасу Атрея (или Кришна Атрея), в одном из своих трактатов уподобивший 5 органов восприятия — 5 основным стихиям (панча махабхута). Различное качество предметов объяснялось различной комбинацией мельчайших частиц ану («атомов»). Жизнедеятельность организма рассматривалась через взаимодействие трёх субстанций: воздуха, огня и воды (носителями которых в организме считались прана, жёлчь и слизь). Здоровье понималось как результат уравновешенного соотношения трёх субстанций, правильного совершения жизненных отправлений тела, нормального состояния органов чувств и ясности ума, а болезнь — как нарушение этих правильных соотношений и отрицательное воздействие на человека пяти стихий (влияние времён года, климата, неудобоваримой пищи, нездоровой воды и т. п.).
Диагностика болезней основывалась на подробном опросе больного и исследовании теплоты тела, цвета кожи и языка, выделений, шумов в лёгких, голоса и т. п.
У Кришны Атрея было шесть учеников: Агнивеша, Бхела, Джатукарна, Парашара, Харита и Кшарапани. Каждый из них составил свой трактат, лучшим из которых был признан трактат Агнивеши.
Агнивеши, создав новое учение, начал странствовать передавая свои знания людям. Люди называли его странствующим лекарем — «Чаракой».
Его деятельность дала начало медицинской системе Чараки или Чараны, школе странствующих врачей.
Вероятно, именно к ней принадлежал странствующий по северо-западной Индии в I в. до н. э. лекарь Чарака, которого считали воплощением Агнивеши. Чарака также был родом из Таксилы.
Школа, основанная Чаракой, изучала терапию и различные методы лечения заболеваний. (в трактате «Чарака-самхита»).
В IV в. до н. э. в «университете» в Таксиле получил образование знаменитый врач Дживака, лечивший магадхского царя Бимбисару, Будду, и возможный автор Чжуд Ши, а также Сушрута, ученик Девадаса Дханвантари. Его медицинские умения описаны в позднее написанном медицинском трактате «Бходжа прабандха», — жизнеописании царя Бходжи (1010—1056 г.).
В III в. до н. э. император династии Мауриев Ашока сделал Таксилу главным буддийским центром учёности.
В V в. до н. э. Сушрута, получивший образование в Таксиле, основал новую школу хирургии в Каши.
Сушрута разделял все болезни на естественные, связанные с природой, и сверхъестественные, посылаемые богами (например, проказа, венерические и др.). Он также описал неизвестное в то время древним грекам сахарное мочеизнурение, которое распознавалось им по вкусу мочи.

### Средние века
Не позднее VIII—IX вв. Мадхавакара составил нормативный учебник аюрведы — Ругвинишчая (Исследование болезней) — пособие по патологии и диагностике.
К XIII в. был изучен медицинский пульс.
Уже к XII—XIII в. аюрведа начинает сливаться с расаяной — индийской алхимией. Некоторые полагают, что это свидетельствует о кризисе учения. Существует другое мнение, что расаяна — самая древняя изначальная часть аюрведы, которую развивал сам Дханвантари.

#### Влияние на медицину других стран

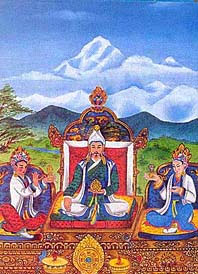
Тибетский правитель Сонгцен Гампо

Будучи одной из древнейших медицинских систем, Аюрведа оказала большое влияние на развитие арабской и европейской медицины. Ещё в древности индийские целебные растения морскими и сухопутными торговыми путями везли в Парфию, страны Средиземноморья и Средней Азии, бассейнов Каспийского и Чёрного морей, Южную Сибирь, Китай. Основными предметами вывоза были нард, мускус, сандал, корица, алоэ и другие растения и благовония. Трактат «Аштанга Хридая самхита», написанный в IV в. до н. э. лёг в основу трактата по тибетской медицине Чжуд Ши. В область Тибета аюрведа стала проникать с VII в. н. э., когда личным врачом правителя Тибета Сонгцена Гампо стал один из представителей школы Бхарадваджи
В период расцвета Аббасидского халифата в Багдаде работало много врачей из Индии, некоторые из которых пользовались влиянием при дворе халифа.
Математические, медицинские, в том числе фармакологические и аювердические тексты (среди них Сушрута Самхита) переводились на арабский язык в Багдаде в конце первого тысячелетия нашей эры.
Вероятно, что арабским переводом трактата («Аштанкар») пользовался персидский философ и врач Ибн-Сина при написании «Канона врачебной науки». В дальнейшем тексты Ибн-Сины изучались европейскими алхимиками, труды которых оказали существенное влияние на формирование европейской медицины и химии.

### Новое время

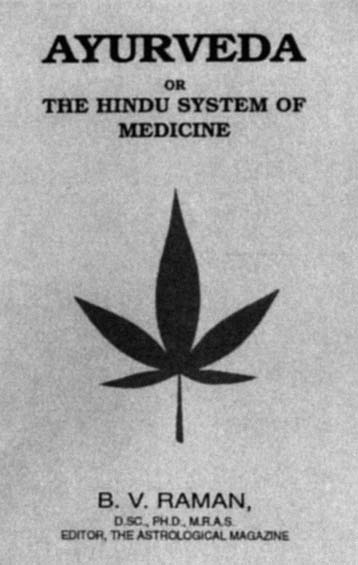
Обложка одной из классических работ по аюрведической медицине (изд. 1947)

В XVII в. хирурги Ост-Индской компании обучались у аюрведистов искусству ринопластики.
В XVIII—XIX вв. Аюрведа пережила упадок, не выдержав конкуренции с европейскими медиками.

### Новейшее время
К середине XX в. вместе с модой на восточные эзотерические практики, традиционная индийская медицина приобрела популярность на Западе, а с началом перестройки — и в России. В Соединённых Штатах аюрведу изучают в Национальном Институте Медицины Аюрведы (основанном Скоттом Герсоном (Scott Gerson)); в Израиле — в колледже Ридман (Reidaman college, основан Салли Ридман). Студенты учатся в течение 4 лет, изучая в том числе и аллопатическую медицину. По окончании обучения проводится стажировка в Индии.
В настоящее время в Индии распространены системы народной медицины Унани, Сиддха, Эмчи. Все эти школы имеют много общего с Аюрведой.
Индийская традиционная медицина изучается в Индии под общим руководством Центрального Совета по Исследованию Древнеиндийской медицины и Siddha (CCRAS), который включает национальную сеть научно-исследовательских институтов.
Правительство Индии учредило два исследовательских центра для работы в области аюрведы. Более 150 объединений и центров, как правило, при медицинских колледжах исследуют современными методами различные аспекты древнего учения. В городе Джамнагар, штат Гуджарат, основан университет, где готовят специалистов и исследователей в области аюрведы. Есть несколько фармацевтических предприятий, которые производят лекарства аюрведы и юнани под контролем правительства. В Индии и Шри-Ланке врачи Аюрведы учатся в течение 5,5 лет и сдают государственный экзамен. Это полная учебная программа (B.A.M.S., сокращение для бакалавра of Ayurvedic Medicine and Surgery, курс Ayurvedacharya) и преподаётся во многих индийских и нескольких шри-ланкийских университетах. Она включает четыре с половиной года учёбы и год практики в больнице.
Помимо Индии аюрведа пользуется в Непале и Шри-Ланке. По данным The Himalayan Times, в Непале аюрведу используют 75-80 % населения, это самая распространённая форма народной медицины в стране.

## Разделы аюрведы
Согласно трактату Чарака-самхита аюрведа состоит из восьми частей:

### Хирургия — шалья-апахартрика
Школа медицины была основана Сушрутой, который считал эту ветвь медицины «первой и лучшей из всех медицинских наук». Ещё не имея представлений об антисептике и асептике, индийские врачеватели, следуя традиционным представлениям, соблюдали чистоту во время операций. Хирургические инструменты изготовлялись опытными кузнецами из стали, которую в Индии научились производить в глубокой древности. В процессе операции использовались пинцеты, зеркала, зонды, катетеры, шприцы, скарификаторы, костные щипцы, иглы, пилы. Вместо современного скальпеля применялись ланцеты с обоюдоострым лезвием. Кровотечение останавливалось с помощью золы и холода, давящей повязки и горячей воды. В качестве перевязочного материала служили полоски кожи, древесной коры. Бинты из льняной, шёлковой и шерстяной ткани пропитывались растопленным жиром.
Врачеватели производили ампутации конечностей, вскрытие брюшной полости. Хирурги дробили камни в почках, лечили грыжу, а также восстанавливали носы, уши и губы.
Способ ринопластики, подробно описанный в трактате Сушруты, вошёл в историю под названием «индийского метода». Кожный лоскут для формирования будущего носа вырезался на сосудистой ножке из кожи лба или щеки.
Во времена расцвета индуизма, с принятием принципа ненасилия (ахимса), хирургия практически исчезает из практики аюрведы, уступив место терапевтическим методам воздействия на организм.

### Уши, горло, нос, глаза — шалакья
Хрусталик считался органом, сохраняющим «вечный огонь». Помутнение его влекло за собой затухание внутреннего пламени. Поэтому восстановление жизненной силы больного зависело от мастерства хирурга, в том числе в ходе операции по удалению катаракты.

### Педиатрия — каумара-бхритьяка
Уже в Классический период родовспоможение выделилось самостоятельной областью врачевания. В трактате Сушруты подробно изложены советы беременным о соблюдении чистоты и правильного образа жизни, описаны отклонения от нормального течения родов, уродства плода, эмбриотомия (которая рекомендовалась в случаях невозможности поворота плода на ножку или головку), кесарево сечение (применявшееся после смерти роженицы для спасения младенца) и поворот плода на ножку.

## Философия
Аюрведа — не только медицинская, но и философская система, корни которой уходят глубоко в Веды. Концепции аюрведы является неотъемлемой частью индийского философского наследия, общего для всех основных  индийских философских систем.
Аюрведа ориентирована на достижение каждым человеком гармонии и долголетия, и  рассматривает человека как микрокосм, состоящий со Вселенной в тесной взаимосвязи.
Согласно «Чарака Самхита», «сама жизнь» определена как «комбинация тела, органов восприятия, ума и души, фактора, ответственного за предотвращение распада и смерти, который сохраняет тело в течение долгого времени, и ведёт процессы возрождения».
Согласно этим представлениям, Древнеиндийская медицина вырабатывает меры, чтобы защитить «ayus», который включает здоровое проживание, наряду с терапевтическими мерами, которые касаются физической, умственной, духовной и социальной гармонии. Древнеиндийская медицина одна из немногих традиционных систем медицины, которая имеет сложную систему хирургии — «salya-chikitsa».
Важным понятием в аюрведе является ама (санскр. अम — «сырое, неготовое, незрелое») — общее обозначение для «внутренних токсинов», вырабатываемых при неправильном обмене веществ, вредных привычках и плохом пищеварении, которые могут накапливаться и «закупоривать каналы тела». Первая стадия любой болезни также называется амой.
Термин «ама» используется для обозначения плохо переваренной пищи (как физической, так и «умственной, духовной»). Непереваренная пища в представлении сторонников аюрведы превращается в мусор, так называемые скопления амы, что в свою очередь служит пищей паразитам и способствует размножению многочисленных заболеваний.
Термин amaya, переводимый как «происходящий от амы», является синонимом слова болезнь. Специалисты по аюрведе определяют наличие амы в организме пациента по налёту на его языке, по мутности и запаху мочи, по калу, выходящему с непереваренной пищей. Основное лечение в аюрведе состоит в том, чтобы устранить аму из организма и восстановить баланс дош.
Согласно доктору аюрведы Р. Свободе, причиной плохо переваренной пищи считается слабость «пищеварительного огня» (агнимандья) или слабость «ментального пищеварения» (праджняпарадха). Ментальная ама — это результат неспособности ума разложить по полочкам противоречивые восприятия, эмоции, мысли, желания. «Непереваренная» «ментальная пища» способствует извращённости ума, своевольные действия которого наносят вред здоровью. Телесная и ментальная амы усиливают одна другую.
В аюрведе ама считается ключевым фактором возникновения любого заболевания и имеет важное значение при диагностировании, назначении лекарств и других этапах терапии. Согласно Р. Свободе, основополагающей причиной для всех видов амы считаются желания, которые человек «переварить» не в состоянии.

### Система трёх дош
Согласно индийской (ведийской) философии материя и физическое тело человека состоят из пяти основных "грубых элементов":
- Земля (притхви) — представляет собой твёрдое вещество или энергию, упакованную в вещество.
- Вода (джала) — принцип взаимодействия или жидкого состояния вещества.
- Огонь (агни) — принцип выделения энергии из вещества или плазменного состояния.
- Воздух (ваю) — принцип движения материи или газообразного состояния вещества.
- Эфир (акаша) — субстанция пространства, аналог физического вакуума.

«Грубые элементы» являются единственной физической составляющей индивидуума, в отличие от остальных четырёх «тонких» («умственных») первоэлементов (нама). В различных комбинациях эти элементы составляют различные ткани человеческого тела — дхату. Элементы группируются в три основные фундаментальные жизненные силы, — доши — которые регулируют все функции организма. Человек здоров, когда доши находятся в сбалансированном состоянии
.
- Вата (эфир и воздух) — принцип импульса, необходимый, чтобы мобилизовать функцию нервной системы.
- Питта (огонь и вода) — принцип энергии, который использует желчь, чтобы направить вываривание и следовательно метаболизм в венозную систему.
- Капха (вода и земля) — принцип жидкости тела, который имеет отношение со слизистыми субстанциями, смазывание и источник питательных веществ для артериальной системы.

Также дхату и доши должны для своей жизнедеятельности получать пищу, воду и прочее. Если качество и количество пищи и других потребляемых человеком веществ ниже необходимого уровня, то равновесие нарушается. Равновесие также может быть нарушено и психическими факторами, и сезонными изменениями. В определённых пределах организм сам обладает способностью справляться с этими нарушениями. Но если они превышают возможности организма, человек заболевает. Заболевание может сказаться на любом органе, однако причина может корениться отнюдь не в поражённом органе, ибо болезнетворное начало может продвигаться по любому из каналов организма. Поэтому при осмотре больного врач стремится установить первопричину заболевания, исследовать гомеостаз (устойчивость) целостной системы и воздействовать на дисбаланс трёх дош с целью его устранения
.
В аюрведических текстах описаны разные виды микроорганизмов и их болезнетворные свойства. Однако аюрведа рассматривает микроорганизмы не как первопричину заболевания, а лишь как вторичный фактор. Первопричиной заболевания всегда является нарушение равновесия элементов в организме. Если организм находится в состоянии равновесия, то никакие микробы, даже самые опасные, не в состоянии вызвать болезни. Вот почему при лечении инфекционных заболеваний врач стремится восстановить нарушенное равновесие: уничтожение микробов происходит посредством повышения сопротивляемости организма.

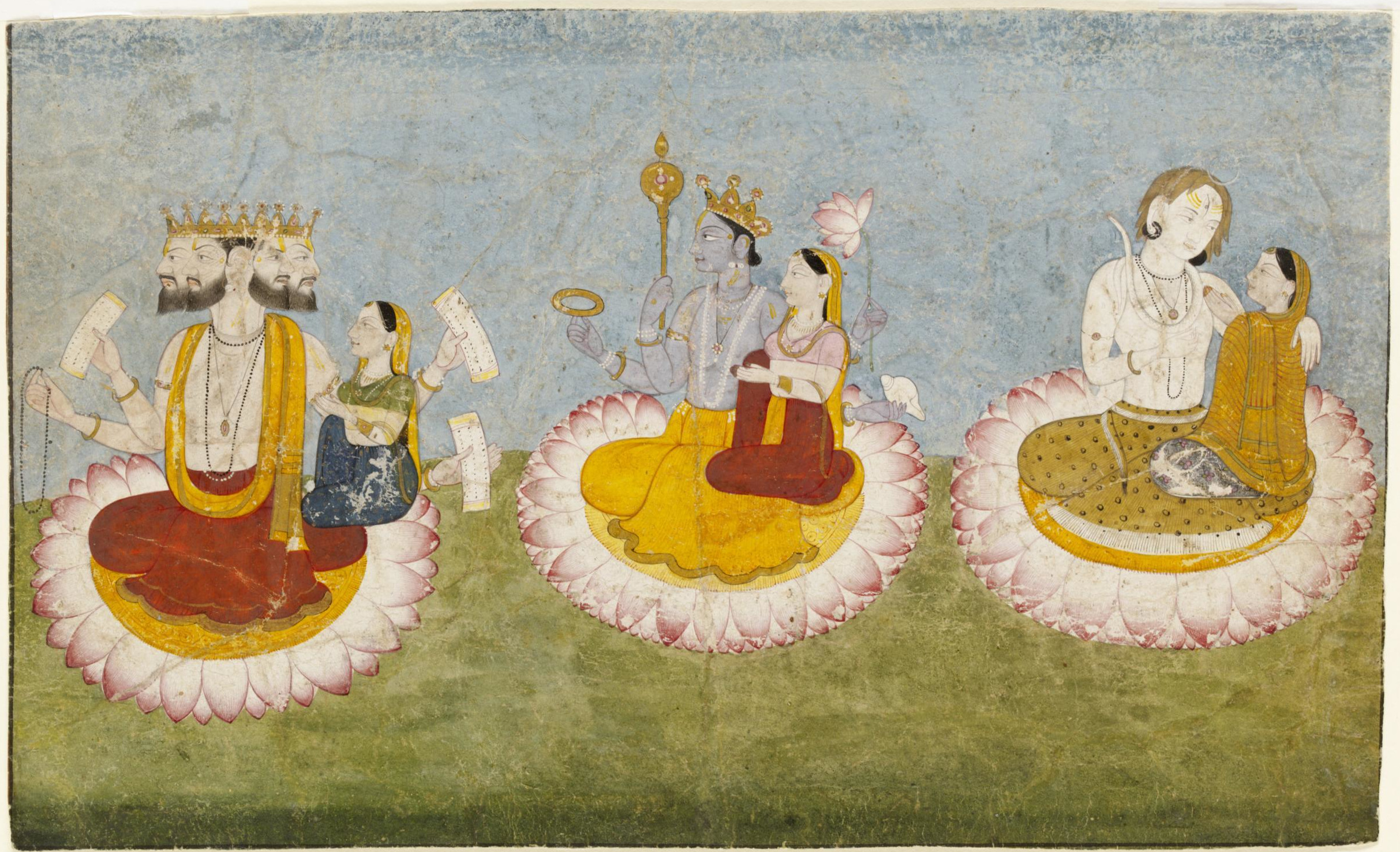
Лотос — один из саттвических элементов

От соотношения дош зависит психосоматическая конституция (изначальная природа) человека данная ему от рождения — Пракрити. Пракрити — это фундаментальное понятие философской системы индуизма самкхьи, означающее Изначальную природу, беспричинную первопричину Вселенной. Пракрити независима и активна, состоит из трёх гун:
- саттва — основа разума, характеризуется тонкостью, лёгкостью, светом и радостью;
- раджас — основа энергии, характеризуется активностью, возбуждением и страданием;
- тамас — основа инерции, характеризуется грубостью, апатией, аморфностью и тьмой.

Пракрити не меняется на протяжении всей жизни, и может быть диагностирована посредством осмотра и опроса пациента. Пракрити даёт знание о склонности к определённым заболеваниям. Человек, знающий свою Пракрити, имеет ключ к своему здоровью, знает свои слабые и сильные места и всегда может предупредить болезнь, приняв профилактические меры (панчакарма, пост, питание и режим в соответствии с Пракрити).
Соотношение элементов человеческого тела в данный момент называется «Викрити».
Насчитывается десять типов конституций Пракрити и Викрити, но традиционно из них выделяют только семь типов: вата, питта, капха, вата-питта, вата-капха, питта-капха, вата-питта-капха. Всё это влияет на выбор методов лечения и восстановление баланса трёх дош.
Доши упоминаются ещё в «Ригведах», где Индра отождествляется с Вата, Агни с Питтой, а Сома с Капхой.

### Управление болезнью
В древнеиндийской медицине существует два способа лечения болезни: шамана и шодхана. Shamana означает «облегчение», и её паллиативные методы смягчают болезнь и её признаки. Shodhana означает «устранение», и её методы стремятся к устранению основной причины болезни (то есть доши). Если болезнь может рецидивировать после шаманы, то после шодханы это исключено.
Принципы фармакологии аюрведы отличаются от других систем медицины. Большинство лекарств изготавливается из трав.

### Лекарства
Лечение направлялось на уравновешивание нарушенного соотношения жидкостей (субстанций), что достигалось, во-первых, диетой, во-вторых — лекарственной терапией (рвотные, слабительные, потогонные и т. п.), и в-третьих — хирургическими методами лечения, в чём древние индийцы достигли высокого уровня.
При лечении аюрведическими методами используется три вида медикаментов: вещества растительного и животного происхождения, а также минералы, включая драгоценные и полудрагоценные камни и металлы (в том числе золото, серебро, свинец, ртуть, олово и пр.). Поскольку большинство металлов в естественном виде токсичны, они подвергаются специальной обработке (минералы кипятятся с соками или растительными отварами — этот процесс называется очищением (щодхана); металлы подвергаются кальцинированию (марана) и толкутся в кальцинированный порошок (бхасма). А ртуть проходит 18 этапов приготовления.

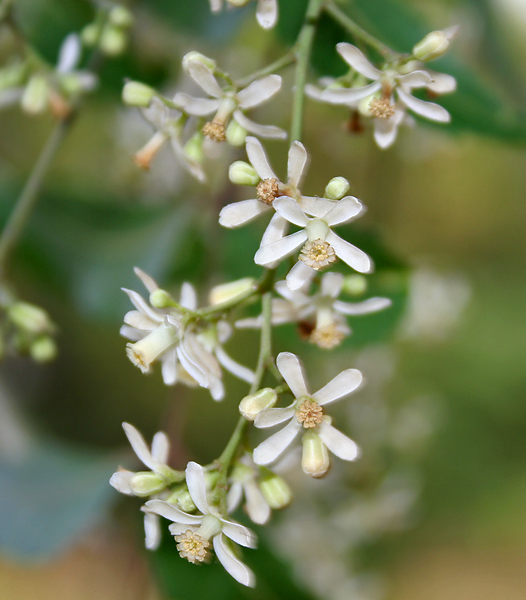
Дерево Ним

Вещества растительного происхождения, использующиеся в аюрведе, произрастают на индийском субконтиненте или Гималаях. Так, например, Дерево Ним считается «божественным деревом». Лекарства, сделанные из него, обладают иммуноповышающими, глистогонными, противогрибковыми, противобактериальными, противовирусными, антидиабетическими и успокоительными свойствами.

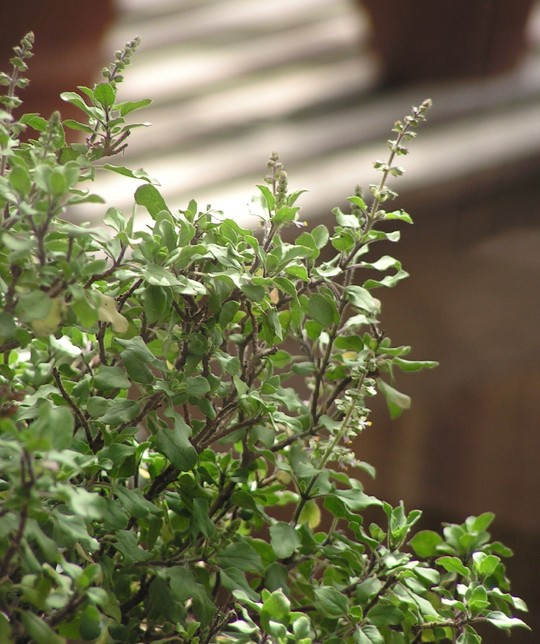
Туласи широко используется в Аюрведе

Туласи в аюрведической медицине использовалась как одно из основных лечебных растений, обладающих большой целебной силой. Туласи описывается Чаракой и также упоминается в «Ригведе». Считается, что туласи обладает адаптогенными качествами, приводит в гармонию телесные функции и помогает преодолевать стресс. Туласи обладает сильным ароматом, вяжущим вкусом и считается «эликсиром», обладающим способностью увеличить продолжительность жизни.
Медицинские препараты, сделанные из туласи, используются для лечения простуды, головных болей, болезней желудка, воспалений, разного вида отравлений и малярии. В лечебных целях, туласи употребляется по-разному: как травяной чай, как высушенный порошок, как свежие листья или вперемешку с гхи. Эфирное масло, получаемое из карпура-туласи, используется для медицинских целей и в косметике. В Индии также существует многовековая практика, в которой для защиты зерна от вредоносных насекомых, его перемешивают с высушенными листьями туласи.
Лекарства назначаются с учётом их вкуса (раса), свойств (гуна), силы воздействия (виръя), ощущения после их усвоения (випака), а также их специфического действия (прабхава).
Так как болезни вызываются различными факторами — неправильным питанием, психическими причинами и климатическими колебаниями, — то и лечить их надо набором медикаментов, которые смешивают по определённым рецептам. Лекарства приготавливаются в виде сиропов, порошков, отваров, настоев, пилюль, таблеток, масляных или спиртовых растворов. Лекарство приготавливается, исходя из того, что, по возможности, один препарат должен помогать от нескольких недугов, должен обладать большой лечебной силой, приятным вкусом и не портиться при долгом хранении. В аюрведических текстах перечисляются тысячи рецептов, и врач должен уметь сочетать их, основываясь на своём опыте. Так, в Ригведе перечисляются более 700 растений, обладающих целебными свойствами и носящими также ритуальное значение.
Аюрведа даёт различные предписания для разных отрезков дня (дина чарья), ночи (ратри чарья), для времён года (риту чарья).
Американская медицинская ассоциация считает, что пациенты, проходящие лечение препаратами аюрведической медицины, рискуют своим здоровьем — в препаратах обнаружены токсичные тяжёлые металлы (свинец, ртуть, мышьяк) в недопустимо высоких концентрациях. Ряд клинических испытаний показал отсутствие эффекта в лечении препаратами аюрведы, отличного от эффекта плацебо.

### Влияние вкуса
Древнеиндийская медицина считает, что вкусы продуктов или трав имеют определённые физиологические эффекты и применяются в системе диагностики и лечения. Те вкусы, которые образуются после вываривания (Vipaka), более сильны.
- Сладкий (Madhura) — Сладкие продукты кормят, охлаждают, увлажняют, смазывают и увеличивают вес.
- Кислый (Amla) — Кислые тёплые продукты смазывают и увеличивают вес.
- Солёный (Lavan) — Солёные тёплые продукты стимулируют, смягчают, смазывают и увеличивают вес.
- Горький (Katu) — Горькие продукты прохладные, сухие, очистительные и уменьшают вес.
- Острый (Tikta) — Острые продукты тёплые, сухие, стимулируют и уменьшают вес.
- Вяжущий (Kasaya) — Вяжущие продукты прохладные, сухие, уменьшают неподвижность.

## Критика
Аюрведа относится к альтернативной медицине, поэтому её теоретические основы не соответствуют современным научным представлениям. Аюрведические утверждения о неких энергиях как якобы причинах болезней основаны на древних магических представлениях о жизненной энергии, а связь болезней с патогенами в аюрведических концепциях не упоминается вовсе.
Согласно стратегии ВОЗ аюрведические практики относятся к «народной» (traditional) или к альтернативной медицине, и к ним предъявляются те же требования по доказательной базе исследований, что и к остальным медицинским направлениям.
Критики ссылаются на нехватку строгих научных исследований, клинических испытаний методов аюрведы. Так, Национальный центр Дополнительной и нетрадиционной медицины заявляет, что «большинство клинических испытаний было незначительно, испытывало недостаток в соответствующих группах контроля или имело другие проблемы в оценке значимости результатов». Также наличие ряда исследований сомнительной достоверности дискредитирует методику в целом и снижает доверие к корректно проведённым исследованиям. Научное сообщество рассматривает аюрведу как псевдонауку. Некоторые исследователи считают её протонаукой или паранаукой.
Клинические испытания показали отсутствие эффектов у лекарственных препаратов, используемых в аюрведической медицине, отличных от эффекта плацебо, а также серьёзную опасность некоторых препаратов, содержащих недопустимо высокие дозы тяжёлых металлов. Исследование, проведённое в 2008 году, определило, что около 21 % аюрведических препаратов, произведённых в США и Индии и продаваемых через Интернет, содержат опасные количества тяжёлых металлов, в том числе свинец, ртуть и мышьяк.
Хотя лабораторные испытания показывают возможность разработки эффективных препаратов на основе некоторых веществ, применяемых аюрведой, нет свидетельств их эффективности в том виде, в котором они применяются сейчас.